# 黄昏ムーン/夜空のおりがみ
黄昏ムーン／夜空のおりがみ（たそがれムーン／よぞらのおりがみ）は、依布サラサの4枚目のシングル。

## 概要
- 前作から約3年7ヵ月ぶりのシングル。
- 2009年10月からテレビ朝日（ほか）でOAしていた世界征服コメディアニメ『秘密結社鷹の爪 カウントダウン』オープニングテーマ曲『 黄昏ムーン』と、依布サラサ自身が出演していたNHK教育テレビ『Jブンガク』テーマソングとして書き下ろした『夜空のおりがみ 』を収録した両A面シングル。
- 『黄昏ムーン』は、田上修太郎をプロデューサーに迎え、彼女のキュートな声と独特な詩の世界観が今まで以上にリズミカルに料理された、踊りだしたくなるようなバウンシーな楽曲。『夜空のおりがみ』は、 NHK教育「Jブンガク」レギュラー出演に伴い読むようになった多くの日本文学に感動、触発され書き上げた1曲。プロデュース・作曲はCUBISMO GRAFICOの松田岳二が手がける。共に夜長の季節にふさわしい楽曲。
- またC/Wは、松田岳二、田上修太郎がそれぞれ互いの曲をリミックスした2曲を収録。
- 初回限定盤には、ミュージックビデオ（黄昏ムーン）と『秘密結社 鷹の爪 カウントダウン』オープニング映像を収録。更にアニメの人気クマキャラ、レオナルド博士ワイドキャップステッカーも封入された。
- またCDTV（TBS系列）では自身最高の順位53位を記録した。

## 収録曲
- 通常盤

1. 黄昏ムーン (4:22)
  - 作詞:依布サラサ
  - プロデュース・作曲:田上修太郎
  - テレビ朝日『秘密結社鷹の爪 カウントダウン』主題歌
2. 夜空のおりがみ (4:06)
  - 作詞:依布サラサ
  - プロデュース・作曲:松田岳二
  - NHK教育『Jブンガク』テーマソング
3. 黄昏ムーン Cubismo Grafico Milky Mellow Mix (5:16)
  - Remixed By Cubismo Grafico
4. 夜空のおりがみ TGMX -Good Morning Mix (3:51)
  - Remixed By TGMX (from FRONTIER BACKYARD)

- 初回生産限定盤
- Disc 1

1. 黄昏ムーン
2. 夜空のおりがみ
3. 黄昏ムーン Cubismo Grafico Milky Mellow Mix
4. 夜空のおりがみ TGMX -Good Morning Mix

- Disc 2

1. 黄昏ムーンミュージックビデオ
2. アニメ「秘密結社鷹の爪 カウントダウン」 オープニング

- 『鷹の爪』レオナルド博士ステッカー（初回限定盤ver)
- オリジナルFLASH待ちうけ画面DL用アドレス＆パスワード用紙
- スペシャル福袋応募権用紙